# Samał Jeslamowa
Samał Jeslamowa (ur. 1 września 1984 w Pietropawłowsku) – kazachska aktorka filmowa, znana ze współpracy z reżyserem Siergiejem Dworcewojem. Zagrała u niego w filmach Tulpan (2008) i Ajka (2018). Uznanie przyniosła jej zwłaszcza tytułowa rola w drugim z nich. Jeslamowa wcieliła się w postać pracującej w Moskwie imigrantki zarobkowej z Kirgistanu, która z powodu ubóstwa decyduje się pozostawić swoje nowonarodzone dziecko w szpitalu. Kreacja Ajki przyniosła jej nagrodę dla najlepszej aktorki na 71. MFF w Cannes. Jeslamowa została pierwszą w historii laureatką tej prestiżowej nagrody, pochodzącą z Azji Środkowej.